# الساعة 7
يعمل (عثمان) محصل في أحد البنوك، ويعيش في هدوء إلا أن حماته تنغص عليه معيشته، وفي ليلة يفرط في الشرب ويتخيل في الحلم أنه هناك عصابة سطت عليه لسرقة ما في عهدته من نقود وأنه أصبح متهماً وهرب من البوليس وهو في زي امرأة، فهل سيتحول الحلم إلى حقيقة؟

## قصة الفيلم
عثمان عبد الباسط (على الكسار)ساعى البنك المتحد، يحمل المراسلات ويحصل الشيكات من البنوك الآخرى، ويورد قيمتها للبنك المتحد، وهو متزوج الخياطة بهيجه (بهيجه المهدى)وتعيش معهم امها سنية (زكية ابراهيم)صاحبة الأتيليه الخاص بالخياطة، ويعاني عثمان من اضطهاد حماته له، وعدم اقتناعها به. وفي البنك ساعد عثمان الأخرس عطية (ابراهيم عرفه)على صرف شيك لعدم أهليته فضمنه في البنك، فحفظ له الأخرس جميله. وبالطريق تعرض عثمان لسرقة دراجته العهدة من امام أحد البنوك وبحث عنها كثيراً حتى عثر عليها، وعندما ضايقته حماته، خرج ليسهر مع جاره الخواجة ينى (على عبد العال) ويشرب معه البيرة، ويعود لمنزله ثملا، ويقصد منزل الخواجة ويقنعه أنه يقطن بالمنزل المقابل، ويصدقه الخواجة الذي يصطدم بالست سنية وابنتها واللتين تعاونتا على إعادة عثمان لفراشه، وكان مع عثمان مبلغا من المال يخص البنك لم يتمكن من توريده، ووضعه بالشوفونيره وأغلق بالمفتاح خوفا من سرقته، وضبط المنبه على الساعة 7 ونام متأثرا بالشراب. دخل لصان حجرة عثمان وسرقا النقود بعد أخذ المفتاح من دكة لباس عثمان الذي اكتشف السرقة، فطلب من وكيل البنك أمين أن يتوسط له عند رئيس البنك لتقسيط المبلغ، ولكن الرئيس رفض وأبلغ النيابة، مما دعا عثمان للهرب إلى بلدته أسوان ليبيع النخل الذي يملكه، وتوجه لمنزل عمه العمدة، الذي كان يستعد لكتب كتاب ابنته زهرة، واخبره عمه انه لايملك المبلغ، ووعده بأن يتصرف، بينما حضر البوليس بحثا عن عثمان، الذي استعار ملابس زهرة وقابل الضابط على أنه العروسة، ثم هرب ليستقل القطار عائدا إلى القاهرة في زيه النسائى. وفي القطار قابل حسن بيه (حسن راشد)وهو أرمل على المعاش، والذي أعجب بجمال وقوام عثمان الذي ادعى أن اسمه فريده، وأنها تبحث عن عمل، فعرض عليها حسن بيه العمل دادة بمنزله لرعاية ابنته جميله والتي رحبت بوجود دادة تنتشلها من وحدتها.فوجئ عثمان بوجود أمين وكيل البنك في زيارة حسن بيه، وكاد ان يكشف سر فريده، كما فوجئ أيضاً بأن الواد عطيه الاخرس كان يعمل خادما عند حسن بيه، واكتشف لعبة عثمان وأنه ليس فريده، ولكن عطيه حفظ سره، لجميله السابق، وتستر عليه، ولكن كانت المصيبة الكبرى هي حضور زوجته بهيجه ومعها امها سنية لتفصيل ملابس لجميله ابنة حسن بيه وتعرفت بهيجه على زوجها عثمان وفضحت الدنيا وجاء حسن بيه وجميله والخدم ولقنوا عثمان علقة ساخنة بالشلاليت، حتى حضر البوليس، ولكن انطلق صوت المنبه معلنا الساعة 7 ليستيقظ عثمان ويكتشف انه كان في كابوس فظيع، فأخذ النقود وأسرع إلى البنك. (الساعة 7)